# Straßensystem in Tschechien

Autobahnennetz in Tschechien

Die Gliederung des Straßensystems in Tschechien ist im Gesetz Nr. 13/1997 Sb. über die Landverkehrswege (o pozemních komunikacích) geregelt. Es werden folgende Straßengattungen unterschieden:
- Autobahnen (dálnice)
- Staats- und Bezirksstraßen (silnice)
- Gemeindestraßen (místní komunikace)
- Zwecksverkehrswege (účelová komunikace)

## Autobahnen

Autobahn

Autobahn

Autobahnen sind in Tschechien Verkehrswege, die dem schnellen Fernverkehr und dem internationalen Verkehr mit Kraftfahrzeugen dienen. Sie werden stets mit höhenfreien Knotenpunkten, getrennten Auf- und Abfahrwegen und getrennten Richtungsfahrbahnen errichtet. Autobahnen dürfen nur von Fahrzeugen, die eine Mindestgeschwindigkeit von 80 km/h erreichen, befahren werden.
Autobahnen sind mit einem Verkehrszeichen und einer ein- oder zweistelligen Nummer im roten Feld gekennzeichnet. Für Evidenzzwecke wird die Nummer mit dem Buchstaben D ergänzt (diese wird aber nicht auf dem Verkehrszeichen angegeben), z. B. D5. Das Benutzen der Autobahnen ist mautpflichtig (seit 2021 nur noch elektronische Vignette (Elektronická dálniční známka)). Allerdings sind diese auch bei den Tankstellen von Euro Oil erhaeltlich.
Im Jahr 2008 betrug das Autobahnnetz 1.056 km, was eine Verdoppelung seit 1989 bedeutet. Es sind 2.100 km geplant.

## Staats- und Bezirksstraßen

Straße II. Klasse

Straße I. Klasse

Straßen sind Verkehrswege, die Fahrzeugen sowie Fußgängern dienen. Sie werden in drei Klassen (třída) geteilt.
- Straßen erster Klasse (silnice I. třídy) sind hauptsächlich für den Fernverkehr und den internationalen Verkehr vorgesehen.

- Straßen zweiter Klasse (silnice II. třídy) sind für den Verkehr in und zwischen den Bezirken (okres) vorgesehen.

- Straßen der dritten Klasse (silnice III. třídy) sind für Verbindungen zwischen Gemeinden oder deren Anbindung an andere Straßenverkehrswege vorgesehen.

Eigentümer der Straßen erster Klasse ist der Staat (verwaltet durch ŘSD - Autobahn- und Fernstraßendirektion), Straßen zweiter und dritter Klasse gehören den Regionen (kraj).
Straßen der I. Klasse tragen die Nummern 1 bis 99, Straßen der II. Klasse die Nummern 101 bis 999 und Straßen der III. Klasse vier- und fünfstellige Nummern. Straßen der I. Klasse werden mit einer Nummer im blauen Feld gekennzeichnet. Trotz ihrer Bedeutung als hochrangige Fernverkehrsstraßen führen sie häufig noch durch Ortschaften. Straßen erster Klasse können auch als Autostraße gekennzeichnet sein, womit nur Fahrzeuge, die bauartbedingt mindestens 80 km/h fahren können, sie befahren dürfen.
Straßen der III. Klasse werden nicht mit Nummernschildern versehen.
Bis Ende 2015 bestanden zudem noch autobahnähnliche Schnellstraßen (Rychlostní silnice). Nummern dieser Schnellstraßen wurden für Evidenzzwecke mit dem Buchstaben R versehen (z. B. R55), was aber nicht auf den Verkehrszeichen aufgeführt war. 2016 wurden alle Schnellstraßen zu Autobahnen auf- oder normalen Straßen der I. Klasse abgestuft.

## Gemeindestraßen
Innerörtliche Landverkehrswege (místní komunikace) sind öffentliche Verkehrswege, die überwiegend dem lokalen Verkehr auf dem Gebiet der Ortschaften dienen. Innerörtliche Verkehrswege können als Schnellstraßen (rychlostní místní komunikace) dienen. Diese sind nur Fahrzeugen zugänglich und sind ähnlich ausgestattet wie Autobahnen. Innerörtliche Straßen werden in Klassen geteilt.
- Innerörtliche Landverkehrswege der I. Klasse (místní komunikace I. třídy) sind hauptsächlich Schnellstraßen (rychlostní místní komunikace).

- Innerörtliche Landverkehrswege der II. Klasse (místní komunikace II. třídy) sind bedeutende Sammelverkehrswege mit begrenzter Anbindung anliegender Liegenschaften.

- Innerörtliche Landverkehrswege der III. Klasse (místní komunikace III. třídy) sind Anliegerstraßen.

- Innerörtliche Landverkehrswege der IV. Klasse (místní komunikace IV. třídy) sind für Kraftfahrzeuge gesperrte Landverkehrswege oder Landverkehrswege mit gemischtem Verkehr.

Innerörtliche Landverkehrswege werden für Evidenzzwecke mit einer fortlaufenden Nummer und einem Buchstaben nach Klasse (I. Klasse – a, II. Klasse – b, III. Klasse – c, IV. Klasse – d) gekennzeichnet (z. B. 8c).
Eigentümer der innerörtlichen Landverkehrswege sind die Gemeinden.

## Zwecksverkehrswege
Zwecksverkehrswege (účelová komunikace) sind Landverkehrswege, welche zur Verbindung einzelner Liegenschaften für Zwecke der Eigentümer, zur Anbindung an andere Landverkehrswege oder zur Bewirtschaftung von Landwirtschafts- und Forstflächen dienen. Der Zugang kann von der Verwaltungsbehörde geregelt oder beschränkt werden. Ein Zwecksverkehrsweg ist ebenfalls ein Verkehrsweg innerhalb eines geschlossenen Raumes, dieser ist nicht öffentlich zugängig.

## Europastraßen

Europastraße

Bei den Europastraßen handelt es sich um ein grenzüberschreitendes Netz von Fernstraßen. Sie bilden keine eigene Straßengattung, sondern verwenden lediglich eine zusätzliche Nummerierung, die die Orientierung erleichtern soll. Europastraßen sind in der Regel Autobahnen und Straßen I. Klasse.